# Красноносый нырок
Красноносый нырок, краснонос (лат. Netta rufina) — птица из семейства утиных. Это довольно своеобразная утка, по биологическим особенностям являющаяся переходной формой между настоящими, или речными, утками и нырками.

## Внешний вид
Красноносый нырок — крупная массивная утка, массой от 1 до 1,5 кг. Самец красноносого нырка в весеннем наряде очень красив. Его легко отличить по большой ярко-рыжей голове, яркому красному клюву и красным ногам, чёрной груди и чёрному брюху. Самка однообразной светло-буроватой окраски со светлым низом и светлыми щеками. Самец летом похож на самку, но низ тела у него темнее, а голова более коричневая.
Полёт этого нырка более легкий, чем у уток, он летает охотнее и дольше их. Чаще выходит для кормежки на берег, передвигается по земле значительно свободнее других нырков, а при нужде довольно быстро бегает.
Плавает хорошо, но ныряет реже и хуже других нырков, хотя больше и лучше, чем речные утки; иногда становится «свечкой», как настоящие утки. С воды поднимается тяжелее настоящих уток, но легче нырков. Самцы молчаливы, их своеобразный негромкий свист чаще можно слышать весной. Испуганный или преследуемый, красноносый нырок плывёт, выставляя из воды только голову и шею, подобно гагарам.

## Ареал и статус популяции
В большинстве мест своего ареала красноносый нырок — вполне обычная птица, а кое-где он многочислен. В целом этот вид находится вне угрозы. Согласно Международной Красной книге красноносому нырку присвоен статус вида, «находящегося под небольшой угрозой» (LC — Least Concern; это самая низкая категория опасности).

Распространён этот вид от Пиренейского полуострова и средиземноморских островов до Центральной Азии. В Средней Азии в период гнездовья наибольшей численности достигает на тростниковых озёрах в зоне пустыни. Там он гнездится в низовьях Волги, Амударьи, Сырдарьи, Тургая, Чу, Или, на южном побережье Балхаша.

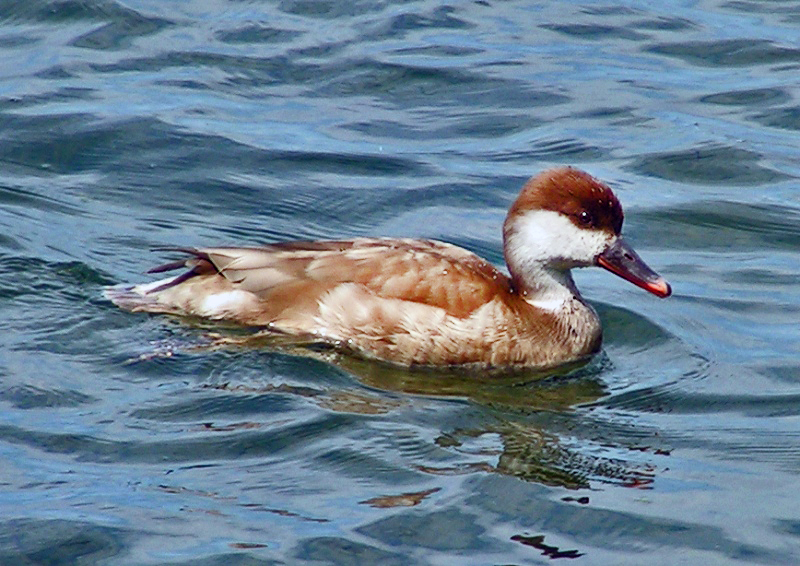
Самка красноносого нырка

Во многих странах Западной Европы красноносый нырок часто встречается в городских парках и водоёмах. На большей части ареала красноносый нырок — перелётная птица.

## Образ жизни
Этот нырок предпочитает селиться у пресных озёр, поросших камышом, с отдельными плёсами чистой воды. Крупных озёр избегает, так же, как и солоноватых водоёмов.
Характер линьки у красноносого нырка сходен с таковым у других уток. Сначала линяют селезни, которые сбиваются в стаи и держатся на открытых плесах озёр. Позднее линяют самки при выводках. Поднявшись на крыло, молодые начинают кочевать по озёрам и постепенно собираются в большие стаи, в которые включаются и перелинявшие взрослые птицы. Эти кочёвки постепенно переходят в отлёт, который продолжается в течение октября и начале ноября.
На зимовках нырки держатся на открытой воде, не близко от берега, и только в бурную погоду перемещаются в мелководные заливы.

### Питание
Основной корм — растительный. Это почти исключительно зелёные части растений — листья рдестов, верхушечные побеги роголистника, водоросли и т. д. Животная пища потребляется лишь на зимовках — моллюски, личинки насекомых и другие беспозвоночные и очень редко рыба. Кормится главным образом на поверхности воды, ныряет редко.

### Размножение

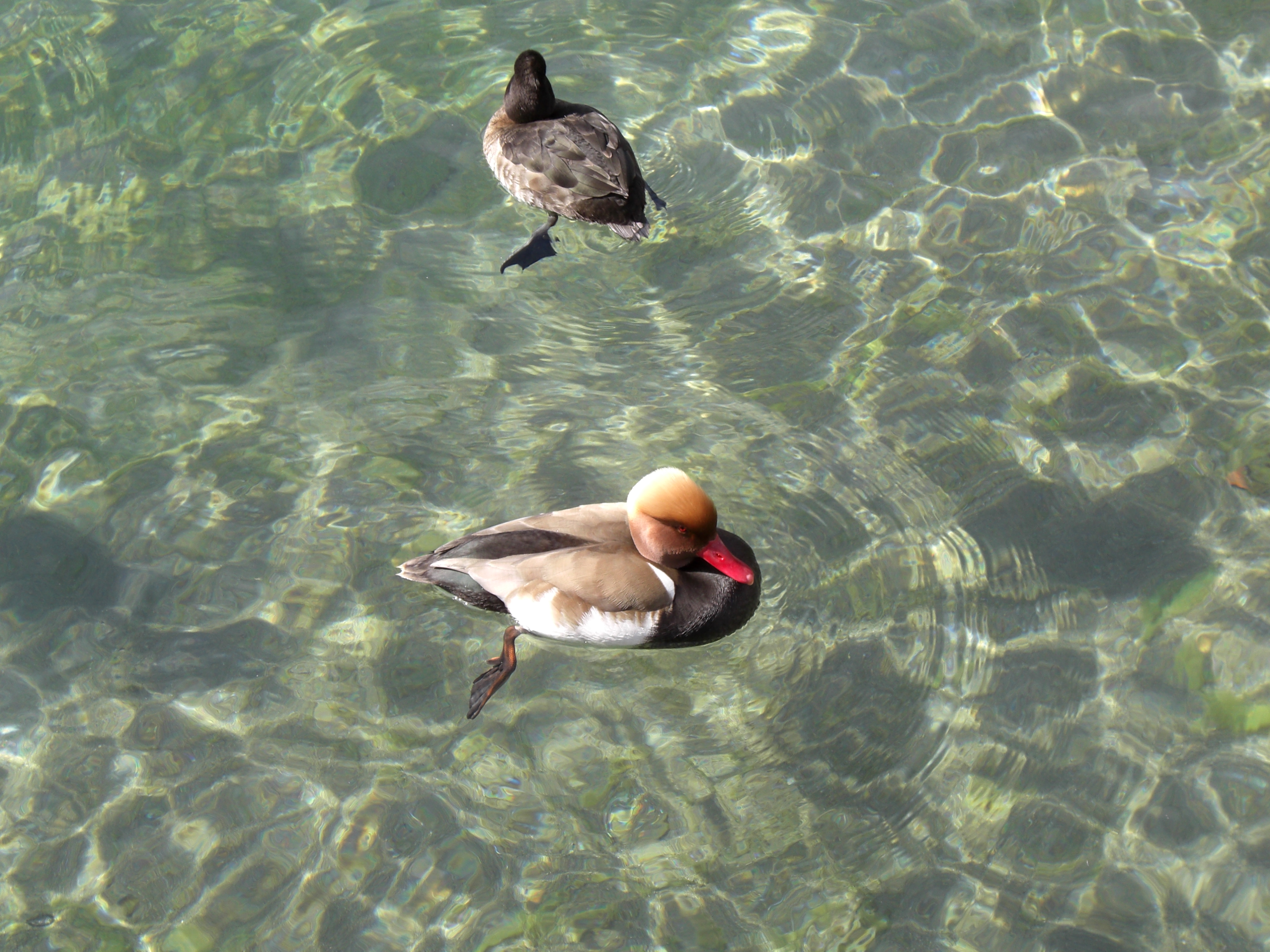
Пара красноносых нырков в Швейцарии

Весной красноносый нырок прилетает обычно в середине апреля — первой половине мая. Через неделю-полторы после прилёта устанавливаются определённые пары, и птицы вскоре приступают к размножению.

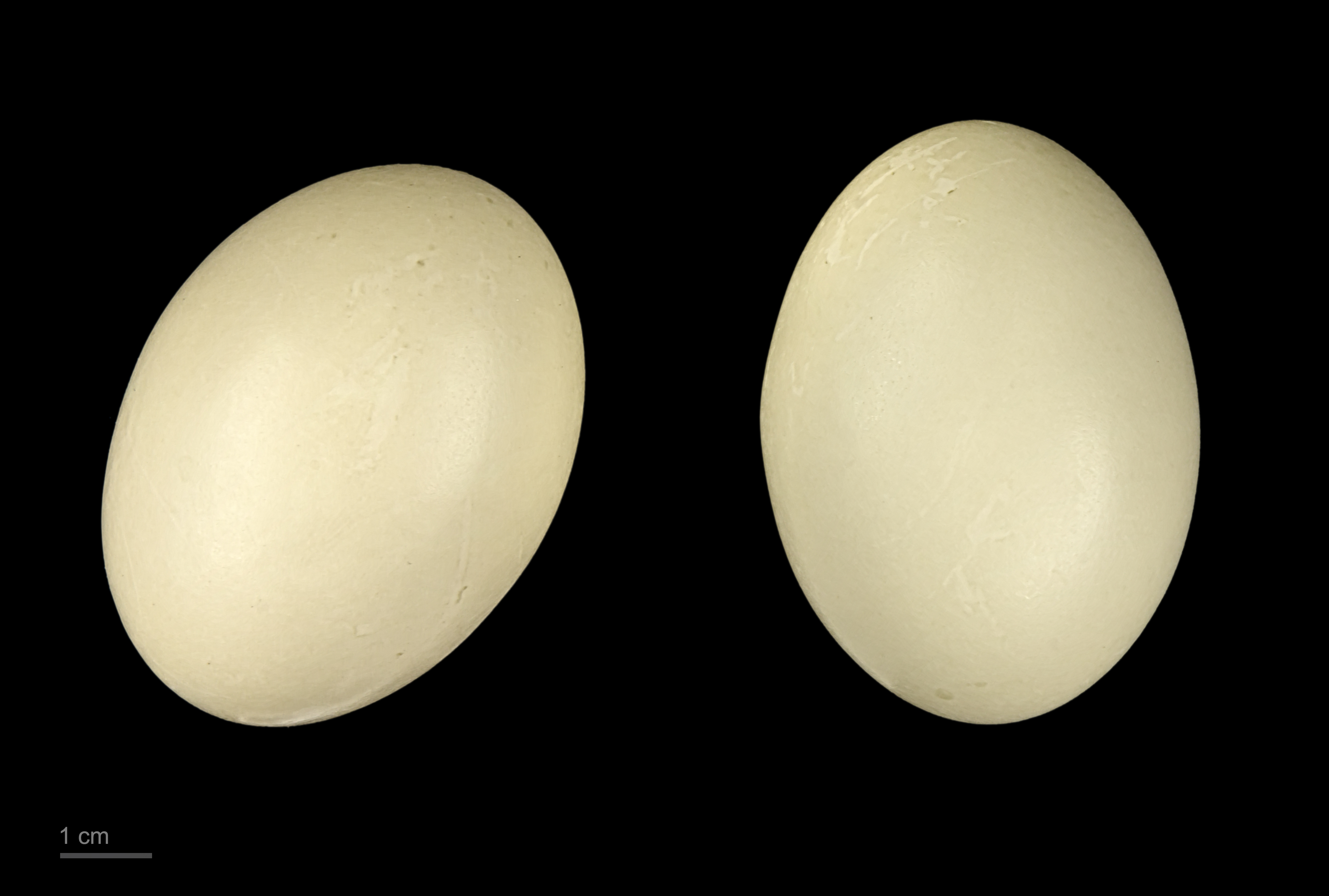
яйцо Netta rufina — Тулузский музеум

Брачные игры самцов происходят как на воде, так и на берегу. В последнем случае они сводятся к тому, что самец ходит вокруг самки, распушив оперение головы. На воде самец принимает характерную позу, прижав голову к груди. В этом положении он издаёт низкий, свистящий звук. Селезни продолжают преследлвать самок даже после того, как они сядут на яйца.
На гнездовье красноносый нырок придерживается поросших тростником озёр с глубоководными плесами. Гнездится этот нырок, как отдельными парами, так и небольшими гнездовыми колониями. Гнёзда устраиваются на старом отмершем тростнике, на сплавнинах, реже на берегу среди тростника и кустарников. В полной кладке 6—10 яиц серовато или буровато-оливковой окраски. Продолжительность насиживания 28 дней. Сроки появления птенцов, как и всего периода размножения, сильно растянуты. Пуховых птенцов в разных частях ареала можно встретить с конца мая до начала августа. Самки с птенцами ведут скрытый образ жизни, держась в тростниковых зарослях.

## Красноносый нырок и человек
Во многих местах Европы красноносый нырок стал частой парковой птицей. Местами он совершенно не боится человека.
Крупные размеры и хорошее качество мяса ставят этот вид в число важных объектов охоты. Правда, мясо красноносого нырка качеством всё же хуже, чем у настоящих уток, с жиром оранжевого оттенка, но качество пера и пуха отличное.